# Leucochlaena intermedia
Leucochlaena intermedia là một loài bướm đêm trong họ Noctuidae.